# New Edinburgh
New Edinburgh är en stadsdel i Kanadas huvudstad Ottawa, i provinsen Ontario.  New Edinburgh ligger 59 meter över havet och antalet invånare är 3 108.